# Verkiezingen voor het Europees Parlement 2009/Kandidatenlijst/CD&V
Dit is de kandidatenlijst van het Belgische CD&V voor de Europese verkiezingen van 2009. De verkozenen staan vetgedrukt.

## Effectieven
1. Jean-Luc Dehaene
2. Marianne Thyssen
3. Ivo Belet
4. Nik Van Gool
5. Francis Stijnen
6. Anniek Nagels
7. Mustafa Uzun
8. Anja Pilet
9. Luc Millecamps
10. Franceska Verhenne
11. Christopher Oliha
12. Elke Tindemans
13. Etienne Schouppe

## Opvolgers
1. Bart Dochy
2. Anne Martens
3. Jan Wouters
4. Marilyn Neven
5. Josseline Pansaerts
6. Willem Rombaut
7. Nahima Lanjri
8. Yves Leterme